# 26960 Liouville
26960 Liouville (1997 NE3) là một tiểu hành tinh vành đai chính được phát hiện ngày 8 tháng 7 năm 1997 bởi P. G. Comba ở Prescott.